# Радичевци
Радичѐвци (на сръбски: Радичевци или Radičevci) е село в Община Босилеград, Западните покрайнини, Сърбия.

## География
Радичевци са намира в сръбската част на областта Краище, на 5 километра на юг-югоизток от Босилеград, на пътя за Кюстендил, на брега на река Драговищица.
Традицонно, селото е съставено от две махали – Село (Горна махала) и Венч̀арска махала (Долно Радичевци).

## История
Според местни предания основател на селото е дедо Радичко, който дошъл заедно с брат си Райчо от Паланечко, Македония. Райчо освовал село Райчиловци, а Радичко - Радичевци. След като Радичко се установил в махалата Село, пристигнали и други заселници - от Кочанско, Македония и от селата Метохия и Гложие в Краището.
Радичевци се споменава в османотурски документи от 1576 година под името Радичовче.
В 1864 година Радичевци е господарско село в нахия Краище, което има 17 ханета (68 мъже), а в 1866 година – 18 ханета (193 жители).
От 1878 до 1920 година селото е в границите на България. То влиза в състава на Боосилеградска селска община, която е част е част последователно от Изворска (до 1889 г.), Босилеградска (до 1901 г.) и Кюстендилска околия.
При избухването на Балканската война в 1912 година един човек от Радичевци е доброволец в Македоно-одринското опълчение.
По силата на Ньойския договор от 1919 година селото е включено в пределите на Кралството на сърби, хървати и словенци. През 1920 година откритото четири години по-рано училище е закрито.
През 1941-1944 година Радичевци, както и останалите села в Западните покрайнини, е под българско управление. През периода 1941-1945 година в селото отново функционира училище. След 1944 година Радичевци е в границите на Югославия и наследилата я след разпада ѝ Сърбия.

## Население след 1878 година
- 1880 – 117[4]
- 1900 – 162[4]
- 1910 – 170[4]
- 1948 – 239
- 1953 – 183
- 1961 – 149
- 1971 – 175
- 1981 – 182
- 1991 – 180
- 2002 – 164
- 2011 – 155

### Етнически състав
(2002)
- 45,12% българи
- 10,36% сърби
- 1,82% македонци
- 1.21 югославяни

## Личности
Родени в Радичевци
- Васил (Васе) Ников Ангелов, български революционер от ВМОРО, четник на Ной Димитров,[8] загинал през Първата световна война[9]
- Димитър Ризов (Мите, 1894 – ?), македоно-одрински опълченец, 2 рота на 7 кумановска дружина, носител на орден „За храброст“ IV степен[10]

## Други
На Радичевци е наречена улица в квартал „Красна поляна 1“ в София (Карта).